# Yakov Vilner
Yakov Vilner est un joueur d'échecs soviétique né en septembre 1899 à Odessa et mort le 29 juin 1931 à Leningrad, qui fut trois fois champion de la RSS d'Ukraine dans les années 1920.

## Championnats d'Ukraine et d'URSS
Il a remporté le championnat d'Ukraine à trois reprises : en 1924 (devant Fedor Bogatyrtchouk), en 1925 et en 1928. 
Il participa au championnat d'URSS d'échecs à cinq reprises : en 1923 (11e-12e), 1924 (6e-8e), 1925 (11e-13e), 1927 (15e-17e) et 1929 (8e-9e).
En 1925, il battit le champion d'URSS Efim Bogoljubov et en 1827, le jeune Mikhaïl Botvinnik.